# Gezeitenkraftwerk
Ein Gezeitenkraftwerk ist ein Wasserkraftwerk, das potentielle und kinetische Energie aus dem Tidenhub des Meeres in elektrischen Strom wandelt.
Gezeitenkraftwerke entnehmen ihre Energie letztlich der Erddrehung mit Hilfe der Anziehungskraft des Mondes und der Sonne auf die Erde (siehe auch Gezeiten). Sie bremsen die Strömungsbewegung der Meere durch Gezeiten minimal ab. Das Abbremsen geschieht durch Stauung der auf- und ablaufenden Strömung und in der Folge durch die Nutzung der in dem gestauten Wasser enthaltenen potentiellen Energie durch Turbinen, die die durch sie generierte Rotationsenergie dann über elektrische Generatoren in elektrische Nutzenergie verwandeln. Im Verhältnis zur gesamten Abbremsung durch die natürliche Gezeitenreibung fällt dies nicht ins Gewicht, die Erde hat wegen ihrer hohen Masse eine sehr hohe Rotationsenergie.

## Staudamm-Bauweise
In der Vergangenheit wurden Gezeitenkraftwerke meist mit einem Staudamm an Meeresbuchten oder in Ästuaren verwirklicht. Inzwischen sind auch andere Bauformen üblich.

### Funktionsweise

Funktionsweise eines Gezeitenkraftwerkes

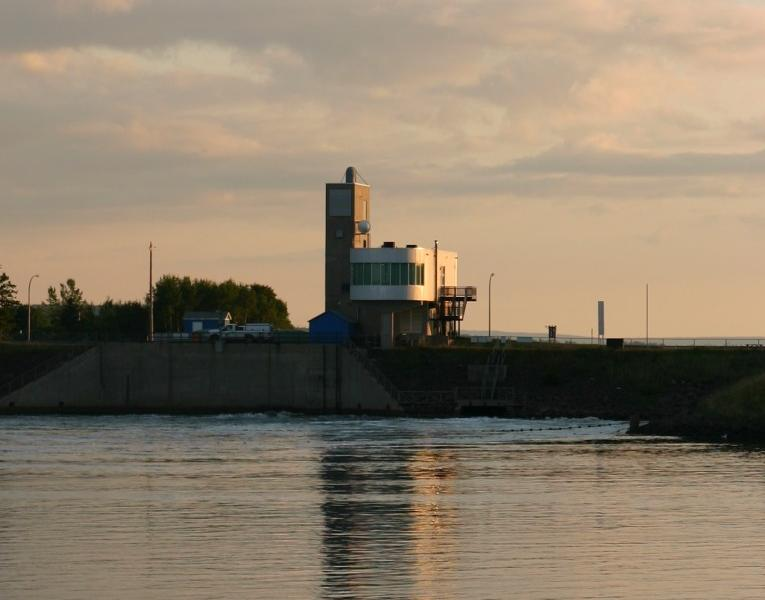
Gezeitenkraftwerk in Annapolis Royal, Nova Scotia, Kanada

Gezeitenkraftwerke funktionieren nach dem Staudamm-Prinzip und werden an Meeresbuchten und in Ästuarien (Flussmündungen) errichtet, die einen besonders hohen Tidenhub (Differenz zwischen Hoch- und Niedrigwasserstand) aufweisen. Damit dieser wirksam werden kann, wird die entsprechende Bucht mit einem Deich abgedämmt. Im Deich befinden sich Wasserturbinen, die bei Flut vom einfließenden Wasser, bei Ebbe vom ausfließenden Wasser betrieben werden, weshalb die Turbinen in beiden Durchströmungsrichtungen arbeiten. Dies erreicht man, indem man die Rotorblätter umstellt. Damit schon ein geringes Wassergefälle zur Stromerzeugung genutzt werden kann, kommen sogenannte Rohrturbinen zum Einsatz, deren bekanntester Vertreter die Kaplan-Turbine ist.
Ein solches Gezeitenkraftwerk kann auch überschüssigen Strom anderer Kraftwerke nutzen, um Meereswasser in den Stauraum zu pumpen. Damit kann beim späteren Rückfluss zusätzlich elektrischer Strom erzeugt werden. In diesem Fall wirkt das Gezeitenkraftwerk gleichzeitig als Pumpspeicherkraftwerk.

### Ökonomie und Ökologie
Fordert man ein Minimum an Tidenhub von 5 m, so gibt es ungefähr einhundert geeignete Buchten auf der Erde, die für ein Gezeitenkraftwerk genutzt werden könnten. Nur die Hälfte dieser ließe einen wirtschaftlichen Einsatz zu. Da Ebbe und Flut alle 12 Stunden und 24 Minuten auftreten, kann die Leistung nicht gleichmäßig abgegeben werden. Verstärkt wird dieses Problem ungleichmäßiger Energiegewinnung zudem durch hohe Spring- und schwache Nipptiden. Der Betrieb mit Salzwasser bewirkt starke Korrosion der Turbinen; dies bedeutet erheblichen Wartungsaufwand, was wiederum die Wirtschaftlichkeit senkt.
Außerdem sind Gezeitenkraftwerke ökologisch problematisch, da sie die Fauna und Flora der Küstengewässer beeinflussen. Die Ökosysteme an Küsten sind mit dem natürlichen Zwölf-Stunden-Zyklus entstanden, aber hinter einem solchen Gezeitenkraftwerk sind die Phasen verschoben. Die Wanderung von Wassertieren aus und in die Bucht sowie in dort einmündende Flüsse wird behindert.
Solche Gezeitenkraftwerke mit einem Staudamm werden in Zukunft wegen der begrenzten Anzahl möglicher Standorte und der erheblichen ökologischen Auswirkungen nur einen geringen Anteil zur Strombedarfsdeckung leisten können (siehe auch Weblinks).

### Anlagen

#### Anlagen in Betrieb
| Kraftwerk                      | Kapazität (MW) | Land                | Geografische Lage             | Inbetriebnahme | Einzelnachweise |
| ------------------------------ | -------------- | ------------------- | ----------------------------- | -------------- | --------------- |
| Gezeitenkraftwerk Jiangxia     | 3,2            | Volksrepublik China | 28° 20′ 34″ N, 121° 14′ 25″ O | 1980           | [ 2 ] [ 3 ]     |
| Gezeitenkraftwerk Kislaja Guba | 1,7            | Russland            | 69° 22′ 37″ N, 33° 4′ 33″ O   | 1968           |                 |
| Usine marémotrice de la Rance  | 240            | Frankreich          | 48° 37′ 5″ N, 2° 1′ 24″ W     | 1966           |                 |
| Gezeitenkraftwerk Sihwa-ho     | 254            | Südkorea            | 37° 18′ 47″ N, 126° 36′ 46″ O | 2011           | [ 4 ] [ 5 ]     |
| Gezeitenkraftwerk Uldolmok     | 1,5            | Südkorea            | 34° 32′ 7″ N, 126° 14′ 6″ O   | 2009           | [ 6 ]           |

Das erste und lange Zeit größte Gezeitenkraftwerk, das Gezeitenkraftwerk Rance, wurde ab 1961 an der Atlantikküste in der Mündung der Rance in Frankreich erbaut und 1966 eröffnet. Der Tidenhub beträgt in der Bucht bei St-Malo normal 12, manchmal auch 16 Meter. Der Betondamm ist 750 m lang, wodurch ein Staubecken mit einer Oberfläche von 22 km² und einem Nutzinhalt von 184 Mio. m³ entsteht. Der Damm besitzt 24 Durchlässe, in denen jeweils eine Turbine mit einer Nennleistung von 10 MW installiert ist. Die gesamte Anlage hat eine Leistung von 240 MW und liefert jährlich rund 600 GWh an elektrischer Energie. Dieses Kraftwerk arbeitet auch als Pumpspeicherkraftwerk.
Im Jahre 2011 wurde das Gezeitenkraftwerk Sihwa-ho in Südkorea 40 km südwestlich von Seoul mit zehn Turbinen zu je 25,4 MW (gesamt 254 MW) fertiggestellt. Durch Sihwa wurde La Rance als das größte Gezeitenkraftwerk der Welt abgelöst. Das Kraftwerk ist Bestandteil eines rund 13 km langen Damms, der eine natürliche Bucht vom Gelben Meer abtrennt und ursprünglich Brauchwasser für die umliegenden Gemeinden speichern sollte. Da das gespeicherte Wasser zu faulen begann, plante man um. Die nunmehr installierten Niederdruckturbinen der österreichischen Firma Andritz Hydro sind 22 Meter unterhalb des Wasserspiegels angebracht und nutzen die regelmäßig anfallende Kraft aus dem bei Flut einfließenden Meerwasser.
Ein weiteres Gezeitenkraftwerk, das Gezeitenkraftwerk Annapolis, mit allerdings nur 20 MW, befindet sich in Annapolis Royal an einer Nebenbucht der Bay of Fundy in Nova Scotia, Kanada. Es wurde 1984 in Betrieb genommen und diente in erster Linie der Forschung und Entwicklung. Es arbeitete im Ein-Richtungs-Betrieb und nutzte nur den Ebbstrom. Nachdem es im Jahr 2019 auf Grund von technischen Mängeln außer Betrieb gegangen war, beschloss der Betreiber im Jahr 2021 die endgültige Stilllegung.
Eine noch kleinere Versuchsanlage, das Gezeitenkraftwerk Kislaja Guba mit nur etwa 400 kW, existiert seit 1968 am Fjord Kislaja Guba (Saure Bucht) an der russischen Barentssee.
Weitere kleinere Gezeitenkraftwerke gibt es in Russland bei Murmansk mit 0,4 MW und in China. Das größte chinesische Gezeitenkraftwerk befindet sich bei Jiangxia in der Provinz Zhejiang. Es wurde 1986 fertiggestellt und hat 10 MW Leistung.

#### Anlagen in Planung oder in Bau
Seit Längerem wird an der Bay of Fundy in Nova Scotia, Kanada ein großes Gezeitenkraftwerk von 5.000 MW Leistung geplant, wegen der hohen Investitionen wurde es aber bisher nicht realisiert. Daneben bestehen auch Bedenken über die Auswirkungen eines derartigen Projektes; neben ökologischen Folgen (die Bay of Fundy ist ein wichtiges Fischereigebiet) wird auch befürchtet, dass der Gezeitenhub an der Gegenseite der Bucht durch einen Kraftwerksdamm verändert würde und dadurch Städte wie Boston überflutet werden könnten.
Inzwischen hat man von einem Dammprojekt in der Bay Of Fundy Abstand genommen und plant stattdessen mit auf dem Meeresgrund stehenden Turbinen. Laut der im Kraftwerk von Annapolis gezeigten Ausstellung (Stand Sep. 2011) fiel die Datenübertragung der 2009 zu Testzwecken aufgestellten 12 Meter durchmessenden Turbine nach wenigen Tagen Laufzeit aus. Eine Untersuchung mit Unterwasserkameras blieb erfolglos, man konnte aufgrund der Strömung nur zwei der aus Verbundwerkstoffen bestehenden Turbinenblätter untersuchen. Diese zeigten dabei deutliche Beschädigungen. Da die Datenverbindung zur Anlage nicht mehr hergestellt werden konnte, entschied man 2010, die Turbine zu bergen. Wie sich nach der Auswertung der gespeicherten Daten zeigte, war die Strömung am Grund der Bucht so stark, dass die Turbine innerhalb von drei Wochen alle Blätter verloren hatte.
In Großbritannien war lange Zeit unter dem Namen Severn Barrage der Bau eines besonders großen Gezeitenkraftwerkes geplant. An der Mündung des Severn zwischen Cardiff und Bristol sollte eine 16 km lange Sperre durch den Bristolkanal errichtet werden. Die 2016 dort geplanten Turbinen sollten insgesamt eine Leistung von 8500 MW erreichen und damit fünf Prozent des britischen Stromverbrauches abdecken. Der Standort ist günstig für ein Gezeitenkraftwerk wegen des hohen Tidenhubes von bis zu 15 Metern. Bisher sind für das Projekt Kosten in Höhe von 15 Milliarden Pfund (19 Mrd. Euro) veranschlagt. In Großbritannien wird dieses Großprojekt kontrovers diskutiert. Verschiedene Umweltgruppen wenden sich wegen der zu erwartenden Umweltschäden gegen den Bau der Severn Barrage. Die Weiterverfolgung des Projektes wurde Ende 2010 von der britischen Regierung gestoppt, nachdem eine Machbarkeitsstudie Kosten von bis zu 34 Milliarden britische Pfund errechnet hatte.
Als Nachfolger für das aufgegebene Projekt Severn Barrage startete 2010 die Planung für das mit 320 MW wesentlich kleinere Gezeitenkraftwerk Swansea Bay in der Swansea Bay, einer Bucht an der Nordküste des Bristolkanals. Der Bau wurde 2015 vom Energieministerium genehmigt. Nachdem der Bau bis 2020 nicht in ausreichendem Umfang begonnen worden war, verfiel die Baugenehmigung und das Projekt wurde zunächst nicht fortgesetzt. Im Jahr 2023 wurde das Projekt dann im Rahmen eines größeren Projekts („Blue Eden“) wiederbelebt.

## Andere Bauformen
Heutzutage werden Gezeitenkraftwerke nach dem obigen Prinzip kaum mehr gebaut, da die ökologischen Einwirkungen zu stark sind. Man setzt auf sogenannte In-Flow-Gezeitenkraftwerke, bei denen durch im Wasser angebrachte Turbinen Strom erzeugt wird. Diese können u. a. schraubenförmig oder windradähnlich sein.
Sie werden im Artikel Meeresströmungskraftwerk genauer beschrieben; im Journalismus oder in Laiendarstellungen werden bisweilen auch diese Kraftwerke als Gezeitenkraftwerk bezeichnet, da die ausgenutzten Strömungen in aller Regel mit einer Tide einhergehen.

## Geschichte
Die Kraft des Tidenhubs wurde bereits im 17. Jahrhundert an der Kanalküste in England und Frankreich genutzt. Noch heute kann man dort an einigen Küstenabschnitten Gezeitenmühlen aus früheren Jahrhunderten sehen. 1933 hatte der amerikanische Ingenieur Olus J. Stewart bereits detailliert eine Versuchsanlage an der Atlantikküste projektiert, die „mit Hilfe eingefangener Brandungswellen elektrischen Strom fast ohne Kosten“ erzeugen sollte.
Im Juli 2019 erschien eine Studie, wonach sich über den elektrokinetischen Effekt in einer Strömung von Salzwasser elektrischer Strom gewinnen lässt.